# New Haven Chargers
Los New Haven Chargers (Cargadores de New Haven) es el equipo deportivo que representa a la Universidad de New Haven ubicada en West Haven, Connecticut en la NCAA Division II como miembro de la Northeast-10 Conference desde 2008 con la excepción de la sección de rugby femenil que juega en la USA Rugby.

## Deportes
| Masculino                                              | Femenino            |
| ------------------------------------------------------ | ------------------- |
| Béisbol                                                | Baloncesto          |
| Baloncesto                                             | Cross country       |
| Cross country                                          | Hockey Sobre Hierba |
| Fútbol Americano                                       | Lacrosse            |
| Fútbol                                                 | Fútbol              |
| Atletismo†                                             | Softbol             |
|                                                        | Tenis               |
|                                                        | Rugby               |
|                                                        | Atletismo†          |
|                                                        | Voleibol            |
| † – Atletismo incluye también la modalidad bajo techo. |                     |

### Baloncesto Masculino
Fue el primer programa deportivo creado en la Universidad de New Haven. Inició en la temporada 1960-1961 bajo el director de Atletismo y entrenador Don Ormrod.
Ted Hotaling ha sido el entrenador desde 2010. Bajo su dirección, el equipo ha estado en tres ocasiones en el torneo NCAA II con un record de 155-128. Hotaling es el segundo entrenador más ganador en la historia de la universidad.
En la temporada 2014-2015 Eric Anderson se convirtió en el primer jugador de la conferencia Northeast-10 en ganar el premio al jugador defensivo del añopor tres temporadas consecutivas con un promedio de 13.1 rebotes por juego y 9.85 rebotes defensivos. Fue el octavo del país en double doubles y quinto lugar en rebotes totales. Anderson ha jugado profesionalmente en Alemania, Luxemburgo, Japón, Argentina, Israel, y Portugal.

## Campeonatos Nacionales
| Asociación | División        | Deporte                | Año  | Rival           | Resultado |
| ---------- | --------------- | ---------------------- | ---- | --------------- | --------- |
| NCAA (1)   | Division II (1) | Baloncesto Femenil (1) | 1987 | Cal Poly Pomona | 77–75     |